# كوينتن فيريرا
كوينتن فيريرا (28 ديسمبر 1972 في جنوب أفريقيا - ) (بالإنجليزية: Quentin Ferreira)‏ هو لاعب كريكت جنوب أفريقي. لعب مع Eastern Province (cricket team) ‏ ونادي الشماليين للكريكت ‏ وSurrey Cricket Board ‏.

## وصلات خارجية
- كوينتن فيريرا على موقع إي آس بي آن كريك إنفو (الإنجليزية)